# Резан Корлу
Резан Корлу (дан. Rezan Corlu, нар. 7 серпня 1997, Копенгаген, Данія) — данський футболіст курдського походження, півзахисник клубу «Брондбю».

## Ігрова кар'єра

### Клубна
Резан Корлу народився у передмісті Копенгагена Глострупі. Є вихованцем клубу «Брондбю». З 2015 року футболіста почали залучати до тренувань з основною командою. У липні того року у матчі кваліфікації Ліги Європи Корлу дебютував у першій команді. В тому ж матчі він відзначився і першим забитим голом. Але вже за місяць Резан отримав важку травму коліна, яка не дозволила йому повноцінно заграти у сезоні 2015/16.
У 2018 році Корлу підписав контракт з італійською «Ромою». Але у складі римлян данець грав лише у молодіжній команді, так жодного разу і не пройшовши до основи. І за рік він повернувся до Данії, де провів сезон на правах оренди за клуб Першого дивізіону «Люнгбю».
Після закінчення орендного терміну, Корлу уклав угоду із своїм колишнім клубом «Брондбю» але ще на рік на правах оренди залишався у «Люнгбю», який на той момент підвищився до Суперліги.
У серпні 2020 року Корлу остаточно повернувся до «Брондбю» але змушений був пропустити місяць через нову травму. Після цього Корлу отримав позитивний результат тесту на COVID-19, що остаточно вибило його з основи на першу половину сезону 2020/21.

### Збірна
З 2012 року Резан Корлу був активним гравцем юнацьких збірних Данії різних вікових категорій.

## Титули і досягнення
- Чемпіон Данії (1):

«Брондбю»: 2020-21